# Лебединая песня (Шуберт)
Лебединая песня (нем. Der Schwanengesang, D 957) — сборник песен для голоса с фортепиано Франца Шуберта на стихи Л. Рельштаба, Г. Гейне и И. Г. Зейдля. Песни были написаны в период с августа по октябрь 1828. Впервые опубликованы (посмертно) в марте 1829 в Вене издательством Тобиаса Хаслингера.

## Краткая характеристика
Сборник имеет некоторые черты вокального цикла (в школьных учебниках музыкальной литературы прямо называется «вокальным циклом»), однако, не является таковым, поскольку не имеет сквозной сюжетной линии, явно сгруппирован «по поэтам», лишён тематического заголовка и т.д. Закрепившееся в истории музыки название «Лебединая песня» дал сборнику первый его издатель (Хаслингер). Он же добавил к рукописи, состоявшей из 13 песен, песню «Taubenpost» (из другой рукописи Шуберта), поскольку она тематически перекликается с первой песней сборника. 
Современные исполнители зачастую меняют порядок песен, делают выборку из них, опускают последнюю песню из издания Хаслингера и т.п. Наиболее популярной у исполнителей и слушателей стала песня «Серенада» (Ständchen) — ярчайший образец мелодического дара Шуберта и символ романтической песни в целом.

## Строение
1. Liebesbotschaft / Любовное послание (Л. Рельштаб)
2. Kriegers Ahnung / Предчувствие воина (Рельштаб)
3. Frühlingssehnsucht / Желание весны (вар. «Весеннее томление») (Рельштаб)
4. Ständchen / Серенада (Рельштаб)
5. Aufenthalt / Приют (Рельштаб)
6. In der Ferne / Вдали от дома (вар. «На чужбине») (Рельштаб)
7. Abschied / Прощание (Рельштаб)
8. Der Atlas / Атлас (Г. Гейне)
9. Ihr Bild / Её портрет (Гейне)
10. Das Fischermädchen / Рыбачка (Гейне)
11. Die Stadt / Город (Гейне)
12. Am Meer / У моря (Гейне)
13. Der Doppelgänger / Двойник (Гейне)
14. Die Taubenpost[3] / Голубиная почта (И. Г. Зейдль)